# Thomas Foran
Thomas Foran (26 de enero de 1883 - 18 de marzo de 1951) fue un político del Partido Laborista irlandés y funcionario sindical. Fue miembro del Seanad Éireann de 1923 a 1936 y de 1938 a 1948.
Fue miembro del Sindicato Irlandés de Transporte y Trabajadores Generales y sirvió como presidente del Congreso de Sindicatos Irlandeses en 1921. Fue elegido por primera vez para el Seanad del Estado Libre en una elección parcial el 28 de noviembre de 1923 para llenar la vacante causada por la muerte de Thomas MacPartlin. Fue reelegido para un mandato de 12 años en las elecciones al Seanad de 1925 y sirvió hasta que el Seanad del Estado Libre fue abolido en 1936.
En las elecciones de 1938 y 1943 fue elegido por el Panel Laborista. En 1944 fue nominado por el Taoiseach. No participó en las elecciones al Seanad de 1948.